# ظلع عصبي المنشأ
العرج عصبي المنشأ (إن سي) (بالإنجليزية: Neurogenic claudication)‏، يُعرف أيضًا باسم العرج الكاذب، هو أكثر أعراض التضيق النخاعي القطني (إل إس إس) شيوعًا، ويصف حالة من الألم المتقطع في الساق نتيجة انحصار الأعصاب الناشئة من النخاع الشوكي. يشير مصطلح عصبي المنشأ إلى نشوء المشكلة داخل الجهاز العصبي. يشير مصطلح العرج، المقتبس من الكلمة اللاتينية ليمب، إلى الشد العضلي المؤلم في الساقين أو ضعفهما. يجب التمييز بين العرج عصبي المنشأ والعرج الوعائي، الذي ينشأ بدوره من مشكلة في جهاز الدوران وليس من مشكلة عصبية.
يُستخدم مصطلح العرج عصبي المنشأ في بعض الأحيان بالتبادل مع التضيق الشوكي. مع ذلك، يُعد الأول مصلحًا سريريًا، بينما يصف الأخير حالة التضيق الشوكي بالتحديد. يُعتبر العرج عصبي المنشأ حالة طبية ناجمة بشكل شائع عن تلف جذور الأعصاب الشوكية السفلية وانضغاطها. يمثل أيضًا حالة عصبية وعظمية مؤثرة على الجهاز العصبي الحركي للجسم، وبالتحديد أسفل الظهر، والساقين، والوركين والعضلات الألوية. لا يحدث العرج عصبي المنشأ من تلقاء نفسه، بل يحدث بالترافق مع عدد من الحالات العصبية أو الشوكية الكامنة، مثل التضيق الشوكي أو شذوذات النخاع الشوكي وتنكسه. تعرّف الرابطة الدولية لدراسة الألم العرج عصبي المنشأ على أنه «الألم الناتج عن انضغاط متقطع و/أو نقص تروية في جذور الأعصاب المفردة أو المتعددة داخل الثقبة بين الفقرات أو القناة الشوكية المركزية». يعكس هذا التعريف فرضيات الفيزيولوجيا المرضية الحالية للعرج عصبي المنشأ، إذ يُعتقد أنه مرتبط بانضغاط جذور الأعصاب القطنية العجزية بواسطة البنى المحيطة، مثل المفاصل الوجيهية أو الأربطة الصفراء المتضخمة، والأعران العظمية، والنسيج الندبي والأقراص المنفتقة أو المتورمة.
تشمل أعراض العرج عصبي المنشأ السائدة كلتا الساقين أو إحداهما، وتتظاهر عادة بمجموعة من أحاسيس الوخز، والشد العضلي، وعدم الراحة، والألم والخدر، أو ضعف في أسفل الظهر و/أو ربلة الساق و/أو العضلة الألوية و/أو الفخذين، وتتفاقم هذه الأعراض عند المشي أو الوقوف المطول. مع ذلك، تختلف الأعراض باختلاف شدة الحالة وسببها. تشمل الأعراض الأقل شدة ألمًا وثقلًا في الساقين، والوركين، والعضلات الألوية وأسفل الظهر بعد التمرينات الرياضية. تشمل الأعراض المعتدلة إلى الشديدة كلًا من الألم المستمر المطول، والتعب وعدم الراحة في النصف السفلي من الجسم. في الحالات الشديدة، يُلاحظ حدوث عجز في القدرة والوظيفة الحركتين في النصف السفلي من الجسم، بالإضافة إلى حدوث خلل في وظيفة الأمعاء والمثانة في بعض الحالات. يؤدي تغيير وضعية الخصر أو انثنائه عادة إلى تخفيف أعراض العرج عصبي المنشأ والألم الناجم عنه. لا يختبر المرضى المصابون بالعرج عصبي المنشأ بالتالي إعاقة كبيرة عند صعود الدرج ودفع العربات وركوب الدراجة.
تعتمد خيارات علاج العرج عصبي المنشأ على شدة الحالة وسببها، وقد تكون جراحية أو غير جراحية. تشمل التداخلات غير الجراحية الأدوية، والعلاج الفيزيائي والحقن النخاعية. يُعتبر تخفيف الضغط النخاعي الإجراء الجراحي الرئيسي وأكثر جراحات الظهر شيوعًا لدى المرضى فوق 65 سنة. تشمل الأشكال الأخرى للتداخلات الجراحية: استئصال الصفيحة الفقرية، واستئصال القرص الميكروي وجراحة التضيق القطني. يُنصح المرضى الذين يعانون من أعراض طفيفة بالخضوع للعلاج الفيزيائي، مثل تمارين الإطالة والتقوية. تُوصف بعض الأدوية مثل مسكنات الألم والستيرويدات بالترافق مع العلاج الفيزيائي لدى المرضى الذين يعانون من أعراض شديدة. تُستخدم العلاجات الجراحية بشكل رئيسي من أجل تخفيف الضغط عن جذور الأعصاب الشوكية، ويمكن اللجوء إليها عند عدم فعالية التداخلات غير الجراحية أو فشلها في تحقيق أي تقدم فعال.
يعتمد تشخيص العرج عصبي المنشأ على السمات السريرية النموذجية، والفحص الجسمي والنتائج الملاحظة للتضيق الشوكي في التصوير المقطعي المحوسب (سي تي) أو التصوير بالأشعة السينية. يجب أيضًا النظر في الأمراض التي تصيب النخاع الشوكي والجهاز العضلي الهيكلي في التشخيص التفريقي، بالإضافة إلى العرج عصبي المنشأ.

## العلامات والأعراض
عادة ما يصف العرج عصبي المنشأ الألم، والضعف، والإنهاك، والوخز، والثقل وتشوش الحس الممتد إلى الأطراف السفلية. قد تشمل هذه الأعراض إحدى الساقين فقط، لكن عادة ما تشمل كلتا الساقين. عادة ما يكون ألم الساق أشد من ألم الظهر لدى الأفراد الذي يعانون من كليهما. يتميز العرج عصبي المنشأ بتحسن أعراضه أو تدهورها عند اختبار بعض النشاطات والمناورات المحددة. قد يظهر الألم عند المشي، و/أو الوقوف و/أو تمديد الظهر. يُعد الجلوس والانحناء للأمام إحدى الطرق المفيدة في تخفيف الألم. يبلغ المرضى أيضًا عن تفاقم الألم أثناء نزول الدرج وتحسنه أثناء صعود الدرج أو ركوب الدراجة أو استخدام عربة التسوق. تشير «علامة عربة التسوق» الإيجابية إلى تفاقم الألم عند تمديد العمود الفقري وتحسنه عند انثناء العمود الفقري.
تتظاهر هذه الأعراض الشائعة عادة لدى كثير من مرضى العرج عصبي المنشأ، بينما تقتصر الأعراض الأندر والأكثر خطورة على الحالات المتقدمة الشديدة من العرج عصبي المنشأ. يختبر المريض حالة مستمرة من عدم الراحة والألم والخدر في الحالات الشديدة من العرج عصبي المنشأ. يتسبب هذا بدوره في إعاقة القدرة الحركية والأداء الوظيفي للمريض، إذ تؤدي الحركات المستمرة أو الزائدة إلى حدوث الألم. يصبح أداء التمارين الرياضية أو المشي المطول أمرًا شديد الصعوبة ومحرضًا للألم، والتعب، والخدر والثقل في الساقين وأسفل الظهر والوركين. قد يختبر المريض صعوبة متزايدة عند أداء المهام الشائعة مثل الوقوف باستقامة لفترة طويلة من الزمن أو حمل الأشياء الثقيلة. بالإضافة إلى ذلك، قد يختبر المرضى المصابون بحالات شديدة من العرج عصبي المنشأ مشاكل في النوم، إذ يسبب الاستلقاء على الظهر الألم وعدم الراحة. قد يحدث خلل وظيفي في الأمعاء والمثانة في الحالات الشديدة من العرج عصبي المنشأ. مع ذلك، يحدث هذا كنتيجة للسبب الكامن خلف العرج عصبي المنشأ، وليس كنتيجة للحالة نفسها. نظرًا إلى حدوث ضغط أو تلف في أعصاب الجزء السفلي من النخاع الشوكي لدى معظم مرضى العرج عصبي المنشأ، قد يحدث ضغط أو تلف في الأعصاب الممتدة إلى المثانة أو الأمعاء، ما يؤدي بدوه إلى خلل وظيفي في المثانة أو الأمعاء.
يظهر المرضى المصابون بالعرج عصبي المنشأ نبضات محيطية طبيعية عند الخضوع للفحص البدني. يظهر المرضى نموذجيًا نتائج طبيعية في الفحص العصبي، واختبار رفع الساق باستقامة وفحص تمديد العصب الفخذي. يمكن ملاحظة أي علامات غير طبيعية عند مراقبة المشي المستمر للمريض حتى ظهور العرج عصبي المنشأ. على سبيل المثال، يمكن ملاحظة «فحص التقوس» في حال تحسن الأعراض عند الانحناء للأمام والتقوس أثناء المشي. قد يظهر المرضى أحيانًا علامات أخرى مثل فقد الحس وتغيرات المشية.